# Circonscription électorale de Miyagi
La circonscription électorale de Miyagi (京都府選挙区, Miyagi-ken senkyo-ku) est une subdivision électorale de la Chambre des conseillers du Japon, représentant la préfecture de Miyagi. Deux conseillers y sont élus au scrutin uninominal majoritaire à un tour.

## Conseillers
| Série 1                           | Série 1                           | Série 1                | Série 1                   | Élection                           | Série 2                          | Série 2                          | Série 2               | Série 2 |
| 1er (1947 : 1er, mandat de 6 ans) | 1er (1947 : 1er, mandat de 6 ans) | 2e                     | 2e                        | Élection                           | 1er (1947 : 2e, mandat de 3 ans) | 1er (1947 : 2e, mandat de 3 ans) | 2e                    | 2e      |
| --------------------------------- | --------------------------------- | ---------------------- | ------------------------- | ---------------------------------- | -------------------------------- | -------------------------------- | --------------------- | ------- |
|                                   | Takeo Sai (ja) (PSJ)              | –                      | –                         | 1947                               |                                  | Kei Takahashi (ja) (PD)          | –                     | –       |
| 1950                              | Takeo Sai (ja) (PSJ)              | –                      | –                         |                                    | Shintarō Takahashi (ja) (PL)     |                                  | –                     | –       |
|                                   | Shinji Yoshino (ja) (PL)          | –                      | –                         | 1953                               | Shintarō Takahashi (ja) (PL)     |                                  | –                     | –       |
| 1956                              | Shinji Yoshino (ja) (PL)          | –                      | –                         |                                    | Shintarō Takahashi (PLD)         |                                  | –                     | –       |
|                                   | Hisayoshi Muramatsu (ja) (PLD)    | –                      | –                         | 1959                               | Shintarō Takahashi (PLD)         |                                  | –                     | –       |
| 1962                              | Hisayoshi Muramatsu (ja) (PLD)    | –                      | –                         |                                    | Shintarō Takahashi (PLD)         |                                  | –                     | –       |
| ,1965                             | Hisayoshi Muramatsu (ja) (PLD)    | –                      | –                         | Bungorō Takahashi (ja) (PLD)       |                                  |                                  | –                     | –       |
|                                   | Kikuo Toda (ja) (PSJ)             | –                      | –                         | Bungorō Takahashi (ja) (PLD)       | 1965                             |                                  | –                     | –       |
| 1968                              | Kikuo Toda (ja) (PSJ)             | –                      | –                         | Bungorō Takahashi (ja) (PLD)       |                                  |                                  | –                     | –       |
| 1971                              | Kikuo Toda (ja) (PSJ)             | –                      | –                         | Bungorō Takahashi (ja) (PLD)       |                                  |                                  | –                     | –       |
| 1974                              | Kikuo Toda (ja) (PSJ)             | –                      | –                         | Kaname Endō (ja) (PLD)             |                                  |                                  | –                     | –       |
|                                   | Buichi Ōishi (ja) (PLD)           | –                      | –                         | Kaname Endō (ja) (PLD)             | 1977                             |                                  | –                     | –       |
| 1980                              | Buichi Ōishi (ja) (PLD)           | –                      | –                         | Kaname Endō (ja) (PLD)             |                                  |                                  | –                     | –       |
| Chōji Hoshi (ja) (PLD)            | 1983                              | –                      | –                         | Kaname Endō (ja) (PLD)             |                                  |                                  | –                     | –       |
| Chōji Hoshi (ja) (PLD)            | 1986                              | –                      | –                         | Kaname Endō (ja) (PLD)             |                                  |                                  | –                     | –       |
|                                   | Kazuo Kurimura (ja) (PSJ)         | –                      | –                         | Kaname Endō (ja) (PLD)             | 1989                             |                                  | –                     | –       |
|                                   | Kōki Hagino (ja) (Rengō)          | –                      | –                         | Kaname Endō (ja) (PLD)             | 1992,                            |                                  | –                     | –       |
| 1992                              | Kōki Hagino (ja) (Rengō)          | –                      | –                         | Kaname Endō (ja) (PLD)             |                                  |                                  | –                     | –       |
|                                   | Ichirō Ichikawa (ja) (Ind.)       |                        | Hiroaki Kameya (ja) (PLD) | Kaname Endō (ja) (PLD)             | 1995                             |                                  | –                     | –       |
|                                   | Tomiko Okazaki (PDJ)              | 1997,                  | Hiroaki Kameya (ja) (PLD) | Kaname Endō (ja) (PLD)             |                                  |                                  | –                     | –       |
| 1998                              | Tomiko Okazaki (PDJ)              |                        | Hiroaki Kameya (ja) (PLD) | Mitsuru Sakurai (ja) (PDJ)         |                                  | Ichirō Ichikawa (Ind.)           |                       |         |
|                                   | Tomiko Okazaki (PDJ)              | Jirō Aichi (ja) (Ind.) | 2001                      | Mitsuru Sakurai (ja) (PDJ)         |                                  | Ichirō Ichikawa (Ind.)           |                       |         |
| 2004                              | Tomiko Okazaki (PDJ)              | Jirō Aichi (ja) (Ind.) |                           | Ichirō Ichikawa (PLD)              |                                  | Mitsuru Sakurai (PDJ)            |                       |         |
|                                   | Tomiko Okazaki (PDJ)              | Jirō Aichi (PLD)       | 2007                      | Ichirō Ichikawa (PLD)              |                                  | Mitsuru Sakurai (PDJ)            |                       |         |
| 2010                              | Tomiko Okazaki (PDJ)              | Jirō Aichi (PLD)       | Yutaka Kumagai (ja) (PLD) |                                    |                                  | Mitsuru Sakurai (PDJ)            |                       |         |
|                                   | Jirō Aichi (PLD)                  |                        | Yutaka Kumagai (ja) (PLD) | Masamune Wada (ja) (Parti de tous) | 2013                             | Mitsuru Sakurai (PDJ)            |                       |         |
| 2016                              | Jirō Aichi (PLD)                  |                        | Mitsuru Sakurai (PDP)     | Masamune Wada (ja) (Parti de tous) | –                                | –                                |                       |         |
|                                   | Noriko Ishigaki (PDC)             | –                      | –                         | 2019                               | –                                | –                                |                       |         |
| 2022                              | Noriko Ishigaki (PDC)             | –                      | –                         |                                    | –                                | –                                | Mitsuru Sakurai (PLD) |         |
| 2025                              | Noriko Ishigaki (PDC)             | –                      | –                         |                                    | –                                | –                                | Mitsuru Sakurai (PLD) |         |